# シネマ・アンジェリカ
シネマ・アンジェリカ（CINEMA ANGELICA)は、かつて東京都渋谷区道玄坂に存在したミニシアターである。

## 歴史
かつて同地にシブヤ・シネマ・ソサエティを開館・運営、のちに廃業した中央興業からの営業譲渡を受けた映画プロデューサーであり、コムスシフト経営者の畠中基博が経営するPUG POINT-JAPAN Inc.が、同館跡に開業する。2005年12月24日のオープニング作品は『いつか読書する日』であった。「想像力の泉」をコンセプトに、主にアート系の作品を中心に上映した。
畠中は、同館の経営着手前に映画『ざわざわ下北沢』の製作や、『ホーホケキョ となりの山田くん』、『千と千尋の神隠し』、『ハウルの動く城』といったスタジオジブリ作品のキャスティングプロデュースを務め、同館でも三鷹の森ジブリ美術館が配給した世界のアニメーションを公開した。
2010年（平成22年）10月、経営譲渡先を募る告知を公式ウェブサイトで出した後、同年11月30日、開業満5周年を目前に閉館した。同様の時期に、シネマライズが最盛期の3スクリーンから1スクリーンに絞ることを発表（ライズX、シネマライズ2閉館、2010年7月）、シアターTSUTAYA（2010年9月30日）、シネセゾン渋谷（2011年2月27日）がそれぞれ閉館、渋谷の映画興行地図も変わりつつある。
閉館からわずか1年後の2011年10月29日、同館跡地にRUIDO経営のライブハウス「SHIBUYA REX」がオープンした。

## 関連事項
- シブヤ・シネマ・ソサエティ - 前身（経営は異なる）

## 註
1. 1 2 3 4 5  シネマ・アンジェリカ、渋谷文化プロジェクト、2011年1月8日閲覧。
2. ↑  畠中基博、日本映画データベース、2011年1月8日閲覧。
3. ↑  シネマアンジェリカが映画館経営者を募集中、WebDICE, アップリンク、2011年1月8日閲覧。
4. ↑  シネマライズ 7月から原点へ戻り1館のみの運営へ、WebDICE, アップリンク、2011年1月8日閲覧。
5. ↑  円山町Q-AXビル「渋谷シアターTSUTAYA」閉館へ－跡に「映画美学校」、シブヤ経済新聞、2011年1月8日閲覧。
6. ↑  シネセゾン渋谷閉館のお知らせ、東京テアトル、2011年1月8日閲覧。